# Пьяная курица
Пьяная курица — способ приготовления курицы с использованием алкогольных напитков. Разновидности этого блюда встречаются в Китае, Греции и Латинской Америке.

## Китай
В китайской кухне есть много разных способов приготовления пьяной курицы (кит. трад. 醉雞, упр. 醉鸡, пиньинь zuìjī, палл. цзуйцзи).
- Одна широко известная и очень популярная версия, Шаосин, возникла в провинции Чжэцзян на востоке Китая[1]. Пьяного цыплёнка/курицу Шаосин готовят и маринуют в старинном вине Шаосин, традиционном китайском вине из ферментированного риса, чтобы придать ему насыщенный вкус[1].
- В другом варианте блюда целую курицу сначала готовят на пару, а затем нарезают на кусочки подходящего размера, чтобы их можно было взять палочками для еды. Мясо, приготовленное на пару, вместе с соком готовится с луком, имбирём и солью . После того, как курица приготовлена, её маринуют в китайском вине, хересе или дистиллированном напитке, таком как виски, на ночь в холодильнике. Курицу подают охлаждённой, часто в качестве закуски или аппетайзера. Помимо мяса со вкусом алкоголя, ещё одной особенностью блюда является наличие желатина со вкусом алкоголя, получаемого из-за охлаждения смеси алкоголя и мясной подливы.

## Греция
Пьяный цыплёнок (греч. Μεθυσμένο κοτόπουλο) — это блюдо существует во множестве вариаций в тавернах Греции и Кипра. Базовый рецепт, который подают как мезе или основное блюдо, состоит из куриных грудок, замаринованных в алкоголе (обычно узо), обжаренных, а затем тушённых в маринаде.

## Латинская Америка
В аргентинской, чилийской и мексиканской версии этого блюда называется pollo borracho, и, как правило, включает зелёные и чёрные оливки и корицу.